# Julie Strain
Julie Strain, née le 18 février 1962 à Concord,  (Californie, États-Unis), et morte le 10 janvier 2021 à Corona, (Californie, États-Unis),, est une actrice et mannequin américaine.

## Biographie
Julie Strain est surtout connue pour être le modèle de nombreux artistes comme Luis Royo, Olivia De Berardinis, Simon Bisley, Drew Posada, Jon Hul, Boris Vallejo…
Elle est aussi actrice dans des films de série B et érotico-horreur. En 2002, elle participe au film érotique lesbien Thirteen Erotic Ghosts avec Aria Giovanni, Dru Berrymore et Porcelain Twins.
En 1993, elle est désignée Penthouse Pet of the Year.

### Vie privée
Elle a été mariée avec Kevin Eastman.

## Filmographie
- 1991 : Double Impact de Sheldon Lettich ... Student
- 1992 : Witchcraft IV: The Virgin Heart de James Merendino
- 1992 : Soulmates de Thunder Levin.... Pretty Woman
- 1992 : Kuffs de Bruce A. Evans
- 1993 : Bikini Squad de Valerie Breiman
- 1993 : Enemy Gold de Christian Drew Sidaris ... Jewel Panther
- 1993 : Future Shock
- 1993 : Psycho Cop Returns d'Adam Rifkin ... Stephanie
- 1994 : The Mosaic Project de John Sjogren
- 1994 : The Devil's Pet de Donald G. Jackson
- 1994 : Le Flic de Beverly Hills 3 : Annihilator Girl
- 1995 : Sorceress de Jim Wynorski
- 1996 : Day Of The Warrior d'Andy Sidaris ... Willow Black
- 1997 : Lethal Seduction de Fred P. Watkins.... Holly
- 1997 : Bikini Hotel de Jeff Frey .... Raquel
- 1998 : Armageddon Boulevard de Donald G. Jackson.... Queen Bee
- 1999 : Vampire Child de Julie Strain
- 1999 : Ride with the Devil de Donald G. Jackson
- 2000 : Heavy Metal 2000 (animation) voix et modèle
- 2000 : Julie Strain's Bad Girls par Simitar Entertainment
- 2001 : Julie Strain's Dark Haven 1 de Luc Wylder
- 2001 : Julie Strain's Dark Haven 2 de Luc Wylder
- 2001 : BattleQueen 2020 de Daniel D'Or ...
- 2001 : Comment fabriquer un monstre (How to Make a Monster) (téléfilm)  de George Huang
- 2002 : Bleed (V) de Devin Hamilton et Dennis Petersen
- 2002 : Planet of the Erotic Ape de Lou Vockell
- 2002 : .com for Murder de Nico Mastorakis
- 2002 : Thirteen Erotic Ghosts de Nicholas Medina
- 2003 : Blood Gnome (V) de John Lechago
- 2003 : Baberellas de Chuck Cirino
- 2003 : Zombiegeddon (V) de Chris Watson
- 2003 : Birth Rite (V) de Devin Hamilton
- 2003 : Delta Delta Die! (V) de Devin Hamilton
- 2003 : Rock n' Roll Cops 2: The Adventure Begins (V) de Scott Shaw
- 2004 : Tales from the Crapper (V)
- 2005 : Azira: Blood from the Sand de Vinnie Bilancio & Scott Evangelista  ... Azira
- 2005 : No Pain, No Gain de Samuel Turcotte ... Amazon Beach Goddess
- 2005 : Bare Wench: The Final Chapter (TV) de Jim Wynorski... Bare Wench
- 2005 : Exterminator City (V) de Clive Cohen
- 2007 : Chantal (V) de Tony Marsiglia... Sinister Model
- 2007 : The Devil's Muse de Ramzi Abed... Julie
- 2008 : The Lusty Busty Babe-a-que (TV) de Jim Wynorski
- 2008 : Magus de John Lechago.... Madame Zelda
- 2009 : Space Girls in Beverly Hills
- 2011 : Dark Dreamers

## Jeu vidéo
- 2000 : Heavy Metal: FAKK2 : voix et modèle

## Personnages
- Catwoman
- Vampirella